# Список катакомб Рима

## Катакомбы
| Название                                                              | Расположение. Посещение                                    | Особенности | Иллюстрация |
| --------------------------------------------------------------------- | ---------------------------------------------------------- | --- | ----------- |
| Катакомбы святой Агнессы (итал. catacombe di S. Agnese)               | Via Nomentana 349. Открыты для посещения                   | Христианские катакомбы (III—IV века) под базиликой Сант-Аньезе-фуори-ле-Мура. Эти катакомбы находятся в относительно плохом состоянии, так как постоянно посещались в течение веков. Примечательны большим количеством надписей. |             |
| Катакомбы Ad clivum Cucumeris                                         | Viale Paroli                                               | |             |
| Катакомбы Aproniano                                                   | Via Latina                                                 | |             |
| Катакомбы Бальбины (Balbina)/ на Via Ardeatina                        | Via Ardeatina                                              | Христианские катакомбы |             |
| Катакомбы св. Валентина                                               | Viale Pilsudski                                            | Христианские катакомбы |             |
| Катакомбы Присциллы                                                   | Via Salaria                                                | Одни из самых больших катакомб Рима. Здесь были похоронены семь пап, в том числе святой Сильвестр 1, а также сохранилось одно из самых древних изображений Девы Марии. |             |
| Катакомбы на Виа Латина (офиц. Catacomba di Dino Compagni)            | Via Latina                                                 | Христианские катакомбы, открытые в 1955 году, около 400 захоронений. |             |
| Катакомбы под вилла Торлония                                          | Via Nomentana                                              | Иудейские катакомбы III—V веков, случайно найденные в 1918 году. В этих катакомбах, возникших из гипогея, части канала и других подземных сооружений, находятся не только иудейские эпитафии, однако большинство захоронений являются иудейскими. Эти захоронения были известны в Средние века под названием «Campo dei Giudey» — «Поле иудеев» |             |
| Катакомбы Vigna Apolloni                                              | Via Casilina                                               | Иудейские катакомбы |             |
| Катакомбы Винья Cimarra (Vigna)                                       | Via Appia                                                  | Иудейские катакомбы |             |
| Катакомбы Винья Ранданини (Vigna Randanini)                           | Via Appia Pignatelli 4                                     | Иудейские катакомбы, открытые в 1859 году. Находятся в хорошем состоянии. |             |
| Катакомбы свв. Гордиана и Эпимаха (Gordianus, Epimachus)              |                                                            | |             |
| Катакомбы ad Decimum                                                  | Via Latina                                                 | Катакомбы случайно открытые в 1905 году, названы так по десятому мильному камню. Захоронения у входа подверглись разорению. Археологические раскопки начались лишь в 1912 году. Катакомбы образуют 5 галерей. |             |
| Катакомбы Дженероза (Generosa)                                        | Viale delle Catacombe di Generosa (Magliana)/Via Portuense | Христианские катакомбы |             |
| Катакомбы Santi Gordiano ed Epimaco                                   | Via Latina                                                 | |             |
| Катакомбы святой Домитиллы                                            | Via delle Sette Chiese 282/Via Ardeatina                   | Самые большие христианские катакомбы Рима. |             |
| Катакомбы «Duo Felices»                                               | Via Aurelia                                                | Происхождение названия катакомб неизвестно, возможно, связано с Феликсом II (355-58) и Феликсом I (269-74). |             |
| S. Ermete (Bassila)                                                   | Viale Paroli                                               | |             |
| Катакомбы святого Ипполита                                            | Via Tiburtina                                              | Христианские катакомбы |             |
| Цеметерий Jordanorum ad S. Alexandrorum                               | Via Salaria                                                | |             |
| Катакомбы святого Калеподия (Calepodius)                              | Via Aurelia/via del Casale di San Pio V                    | Разрушенные катакомбы под Vigna Lamperini. Здесь был похоронен св. Юлий I (337-52). |             |
| Катакомбы святого Каллиста                                            | Via Appia 110                                              | Одни из крупнейших христианских катакомб Рима II—IV веков. Содержат множество фресок и надписей этого периода. |             |
| Катакомбы San Castulo                                                 | Via Labicana                                               | |             |
| Катакомбы святой Кириаки или святого Лаврентия                        | Piazza di San Lorenzo (via Tiburtina)                      | Христианские катакомбы под Сан-Лоренцо-фуори-ле-Мура. Примечателен колумбарий и раннехристианские фрески. |             |
| Катакомбы святого Климента                                            | Via di San Giovanni di Laterano                            | Небольшие христианские катакомбы (16 ниш в стенах) под церковью святого Климента V или VI веков, открытые в 1938 году. |             |
| Катакомбы святой Коммодиллы                                           | Via della Sette Chiese/via Ostiensis                       | Христианские катакомбы Коммодилы, матроны-христианки, на её владении были похоронены мученики Феликс и Адавкт. Некогда обширные захоронения на сегодняшний день труднодоступны, фрески и надписи почти не сохранились. |             |
| Santa Croce                                                           | Via Appia                                                  | |             |
| Цеметерий Maius                                                       | via Nomentana                                              | |             |
| Катакомбы святых Марка и Марцеллиана (или Дамасия)                    | Via Ardeatina                                              | |             |
| Катакомбы свв. Марцеллина и Петра                                     | Via Casilina 643                                           | Также назывались «ad duos lauros» — «у двух лавров». Богатейшие христианские росписи III—IV веков, в основном цикла из жизни Христа. |             |
| Катакомбы Монтеверде (Monteverde)                                     | Via Portuense                                              | Иудейские катакомбы |             |
| Катакомбы св. Никомеда                                                | via Nomentana                                              | Небольшие христианские катакомбы святого мученика Никомеда, недалеко от Порта Пия. Босио писал об этих захоронениях, но лишь в 1864 году они были заново открыты. Примечательны греческими эпитафии и знаки. |             |
| Катакомбы Novatianus                                                  | viale Regina Elena/via Tiburtina                           | |             |
| Катакомбы святого Панкратия или Оттавиллы (S. Pancrazio ed Ottavilla) | Piazza di San Pancrazio, 5d                                | Христианские катакомбы под церковью Сан-Панкрацио. Подземные галереи подверглись разорению, так как катакомбы оставались открытыми, в том числе в средние века. |             |
| Катакомбы святого Панфила                                             | Via Salaria                                                | Христианские катакомбы |             |
| Катакомбы Ponziano 'ad ursum pileatum'                                | Via Portuense                                              | Христианские катакомбы |             |
| Катакомбы Претестата (Praetextatus)                                   | Via Appia Pignatelli 1                                     | Христианские катакомбы, в которых был погребён в том числе Св. Квирин и сотоварищи св. Цицилии. |             |
| Катакомбы Присциллы                                                   | Via Salaria 430                                            | Христианские и языческие катакомбы II—IV веков, образующие два этажа. |             |
| Катакомбы Sts. Processus and Martinianus                              | Via Aurelia                                                | Христианские катакомбы. Расположены, возможно, также под виллой Памфили и Vigna Pellegrini, над катакомбами выстроена базилика святого Грегория. После XII века захоронения были забыты. Галереи полностью разорены. |             |
| Катакомбы SS. Rufina e Seconda                                        |                                                            | Христианские катакомбы |             |
| Катакомбы Сатурнина                                                   |                                                            | Христианские катакомбы |             |
| Катакомбы святого Себастьяна                                          | Via Appia 132                                              | Христианские катакомбы |             |
| Катакомбы Тразона (или на Via Yser)                                   | Via Salaria                                                | Христианские катакомбы |             |
| Катакомбы святой Фелиции (S. Felicita)                                | Via Salaria                                                | Христианские катакомбы |             |
| Катакомбы святой Фёклы ' (Thekla)                                     | Via Laurentina/Via Ostiense                                | Христианские катакомбы, открытые в 1870 году, названы так в честь святой Фёклы. |             |
| Катакомбы San Zotico                                                  |                                                            | Христианские катакомбы |             |
| Катакомбы Nunziatella                                                 |                                                            | Христианские |             |

## Гипогеи
| Название                                             | Расположение. Посещение                                                                     | Особенности | Иллюстрация |
| ---------------------------------------------------- | ------------------------------------------------------------------------------------------- | --- | ----------- |
| Гипогей Аврелиев (итал. Ipogeo degli Aureli)         | viale Manzoni Luzatti 2. Посещение с разрешения Pontificia Commissione di Archeologia Sacra | Синкретические катакомбы первой половины III века, открытые в 1919 году. Гипогей имеет два этажа: на верхнем этаже одно помещение, на нижнем этаже — два. Напольная мозаика нижнего этажа имеет посвящение четырём вольноотпущенникам рода Аврелиев, стены украшены фресками с изображением 12 апостолов, мифологических животных, Доброго пастыря. Фрески верхнего этажа изображают сцены из Ветхого Завета и философов. |             |
| Гипогей Cacciatori                                   | Via Appia                                                                                   | |             |
| Гипогей Casale dei pupazzi (или под Villa Schneider) | Via Appia                                                                                   | |             |
| Гипогей Cava della rossa                             | Via Latina                                                                                  | |             |
| Гипогей Via Paisiello                                |                                                                                             | христианские |             |
| Гипогей dei Cacciatori                               | Via Appia                                                                                   | Христианские |             |
| Гипогей via Livenza                                  |                                                                                             | Христианские |             |
| Гипогей Circo di Massenzio                           | Via Appia                                                                                   | |             |
| Гипогей Trebius Justus                               |                                                                                             | Синкретические катакомбы |             |
| Гипогей Вибии                                        | Via Appia 103                                                                               | Синкретические захоронения из 8 отдельных гипогеев на нескольких уровнях на территории виллы Казали с превосходыми фресками, изображающие в том числе Юпитера Сабатия, Гермеса Психопомпа. |             |
|                                                      |                                                                                             | |             |
|                                                      |                                                                                             | |             |
|                                                      |                                                                                             | |             |
|                                                      |                                                                                             | |             |
|                                                      |                                                                                             | |             |
|                                                      |                                                                                             | |             |
|                                                      |                                                                                             | |             |
|                                                      |                                                                                             | |             |
|                                                      |                                                                                             | |             |
|                                                      |                                                                                             | |             |
|                                                      |                                                                                             | |             |